# Evolution of a Filipino Family
Pour plus de détails, voir Fiche technique et Distribution.
Evolution of a Filipino Family (Ebolusyon ng isang pamilyang Pilipino) est un film philippin réalisé par Lav Diaz, sorti en 2012.

## Fiche technique
- Titre original : Ebolusyon ng isang pamilyang Pilipino
- Titre français : Evolution of a Filipino Family
- Réalisation : Lav Diaz
- Scénario : Lav Diaz
- Pays d'origine : Philippines
- Format : Noir et blanc - 35 mm
- Genre : drame
- Durée : 643 minutes
- Date de sortie : 2012

## Distribution
- Elryan de Vera : Raynaldo
- Angie Ferro : Puring
- Pen Medina : Kadyo
- Marife Necesito : Hilda
- Ronnie Lazaro : Fernando
- Lui Manansala : Marya
- Banaue Miclat : Huling
- Bernardo Sigrid Andrea Bernardo : Ana
- Joel Torre : maire
- Angel Aquino : Rica
- Rey Ventura : Ka Harim
- Dido De La Paz : Dakila
- Roeder : Bendo
- Lorelie Futol : Martina
- Erwin Gonzales : Carlos
- Mario Magallona : Danny
- Gino Dormiendo : Lino Brocka